# Hrabstwo Chautauqua (Nowy Jork)
Hrabstwo Chautauqua – hrabstwo (ang. county) położone w USA w stanie Nowy Jork z siedzibą w mieście Mayville. Założone 11 marca 1808 roku.

## Sąsiednie Hrabstwa (w tym zagraniczne)
- Hrabstwo Lake Erie
- Hrabstwo Erie County
- Hrabstwo Cattaraugus County
- Hrabstwo Warren County
- Hrabstwo Erie County

## Drogi główne
- Interstate 86/New York State Route 17
- Interstate 90
- U.S. Route 20
- U.S. Route 62
- New York State Route 5
- New York State Route 39
- New York State Route 60
- New York State Route 69
- New York State Route 100
- New York State Route 394
- New York State Route 430
- New York State Route 305
- New York State Route 420

## Miasta
- Arkwright
- Busti
- Carroll
- Charlotte
- Chautauqua
- Cherry Creek
- Clymer
- Dunkirk
- Ellery
- Ellicott
- Ellington
- French Creek
- Gerry
- Hanover
- Harmony
- Jamestown
- Kiantone
- Mina
- North Harmony
- Poland
- Pomfret
- Portland
- Ripley
- Sheridan
- Sherman
- Stockton
- Villenova
- Westfield

## CDP
- Busti
- Chautauqua
- Frewsburg
- Jamestown West
- Kennedy
- Ripley
- Sunset Bay

## Wioski
- Bemus Point
- Brocton
- Cassadaga
- Celoron
- Cherry Creek
- Falconer
- Forestville
- Fredonia
- Lakewood
- Mayville
- Panama
- Sherman
- Silver Creek
- Sinclairville
- Westfield